# 長野県立長野西高等学校中条校
もしかして
- 長野県長野西高等学校中条校

ではありませんか？